# Comissió Marín

Insígnia de la Unió Europea

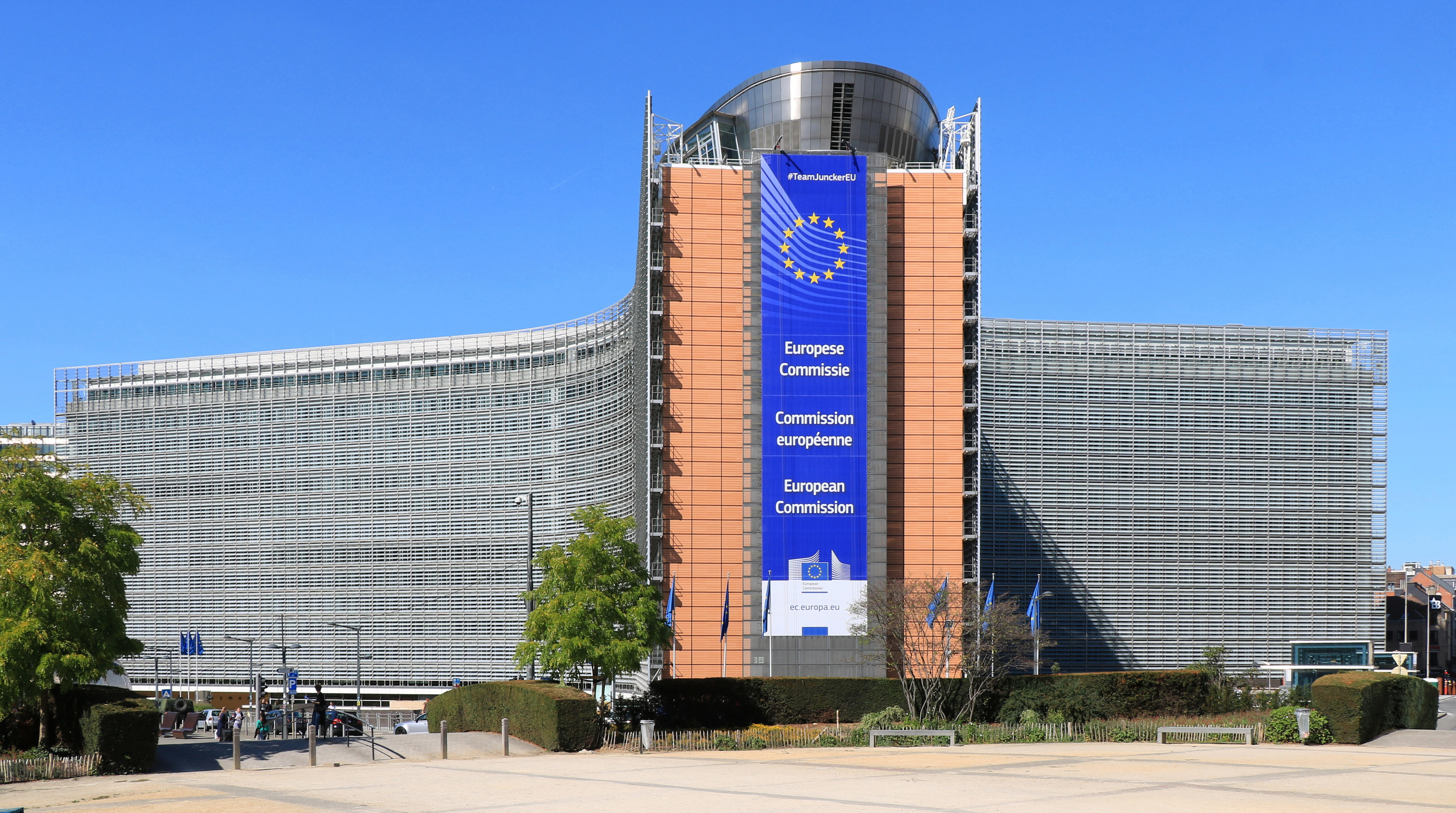
La Comissió Europea a Brussel·les

La Comissió Marín és la Comissió Europea interina presidida per Manuel Marín que va estar en el càrrec entre el 15 de març de 1999 i el 12 de setembre del mateix any.

## Nomenament
La Comissió va iniciar el seu mandat el 15 de març de 1999 després de la dimissió de la Comissió presidida per Jacques Santer a conseqüència dels càrrecs de corrupció contra Édith Cresson.
La Comissió Santer havia de finalitzar el seu mandat l'octubre del mateix any, i pel fet de no haver-se escollit encara el seu successor en el moment de la crisi política el Consell Europeu decidí escollir Manuel Marín, en aquells moments vicepresident de la Comissió, president d'aquesta.

## Llista de Comissaris
Els membres de la Comissió Marín foren els mateixos de la Comissió Santer.